# Universal Alcatel — New Office Environment
Le protocole propriétaire Universal Alcatel (UA) permet de gérer la signalisation des postes téléphoniques propriétaires des PABX Alcatel-Lucent. La portée, sur une paire de fils de cuivre 6/10eme est de 600m, sur du câble 8/10eme 800m.
L'interface UA représente une terminaison pour une paire torsadée qui donne accès à quatre canaux numériques en 64kb/s full duplex. Un canal du lien UA est réservé pour la signalisation permettant au PABX d'envoyer des commandes au poste. Ces postes sont dits à stimuli. Les autres canaux sont utilisés pour véhiculer la voix et les données des applications à circuit commuté. L'un de ces canaux permet d'ajouter un dispositif analogique au poste numérique (2 communications indépendantes).
Les Ip Phones Alcatel-Lucent sont gérés comme des postes UA mais avec des fonctionnalités étendues liées à l'IP. L'architecture logicielle pour les Ip Phones assure une compatibilité maximum et permet de tirer avantage de toute l'infrastructure développée dans les PABX Alcatel-Lucent. D'un point de vue fonctionnel, l'Ip Phone est un poste UA avec une interface Ethernet.
Les postes Noe (New Office Environment) forment la dernière génération des postes IP d'Alcatel-Lucent. Le combiné ou le casque audio est relié à la base du poste par un cordon ou par un dispositif sans fil (bluetooth). Certains modèles possèdent un écran couleur et peuvent piloter des applications.